# ناظر الجيش
محمد بن يوسف بن أحمد بن عبد الدائم الحلبي (697هـ - 778هـ)، يُلَقَّب ببدر الدين، ويُعرَف بناظر الجيش، هو لغويٌّ ونحويٌّ من مصر، يعود أصله إلى حلب، يَعُدُّه المؤَرِّخون من رجال المدرسة النحوية في مصر وبلاد الشام.

## حياته
ولِدَ محمد بن يوسف بن أحمد بن عبد الدائم في سنة 697 من التقويم الهجري، ومكان ولادته مختلف عليه حيث تنصُّ بعض المصادر أنَّه ولِدَ في حلب وانتقل بعد ذلك إلى مصر، بينما تنصُّ مصادر أخرى أنَّ ولادته كانت في القاهرة ثُمَّ انتقل مع عائلته في سنٍّ مبكرة إلى حلب وعاد إلى مصر في فترة لاحقة. ومن المتفق عليه أنَّ ناظر الجيش نشأ في حلب وعاش فيها الجزء الأوَّل من حياته، وحصل هناك على وظيفة يزاولها، وتتَّفق المصادر أنَّه غادر حلب بعد بلوغه ودخل القاهرة وتتلمذ لدى شيوخها وعلمائها، وفي القاهرة أخذ علوم اللغة والنحو عن أبي حيان النحوي، ولازم جلال الدين القزويني وأخذ عنه كتاب «تلخيص المفتاح» في المعاني والبيان، وتتلمذ لدى تقي الدين السبكي وتاج الدين التبريزي والتقي الصائغ، وفي هذه المدَّة حفِظَ ألفيَّة ابن مالك، ودرس كتاب التسهيل لابن مالك أيضًا، ثُمَّ تولَّى بعد ذلك نظارة الجيش، ومن هذا المنصب اكتسب شهرته كناظر الجيش، ونظراً لانشغاله بنظارة الجيش لم يكن متفرغاً للتدريس، سوى تدريسه علوم تفسير القرآن للطلاب في مدينة المنصورية، ولا تنقل كتب التراجم عن تلاميذه، غير أنَّ هناك مجموعة من العلماء من نقلوا عنه وتأثروا بكتاباته، ومن هؤلاء الشيخ خالد وجلال الدين السيوطي والصبان والشنقيطي والبغدادي. يُروى عنه أنَّه كان ذا أخلاقٍ حميدة ومثلٌ يُضرَب في الجود والكياسة والتديُّن. تُوفِّي ناظر الجيش في الثاني عشر من ذي الحجة سنة 778 من التقويم الهجري بمدينة القاهرة، وكان يبلغ من العمر حينها إحدى وثمانين سنة.

## مؤلفاته
تُنسَب إليه المؤلفات التالية:
- «تمهيد القواعد بشرح تسهيل الفوائد» (في النحو، يشرح كتاب «تسهيل الفوائد وتكميل المقاصد» لابن مالك، لم يُكمِل المؤلف كتابته).
- «شرح التلخيص» (في البلاغة، يشرح كتاب «تلخيص المفتاح» لجلال الدين القزويني).